# Autoramas
Autoramas es un grupo musical brasileño de surf rock y indie rock. 

## Historia
El grupo fue formado por Thomas Gabriel (guitarra y vocalista) que, después de que llegó a ser conocido con su grupo de Little Quail and The Mad Birds y tener éxito como compositor de bandas como Raimundos y Ultraje a Rigor se trasladó a Río de Janeiro  donde invitó a Nervoso (batería) y Simone (bajo) para hacer un sonido llamado en portugués como "Rock para Bailar", una mezcla de la música surf de 1960 con el new wave de 1980, más influenciado por Rockabilly y la moda brasileña Jovem Guarda y energía del punk rock, con las guitarras activas y salvajes, Bajo distorsionado y golpes de música de baile.
En 1998 el baterista Balcahau toma el lugar de Nervoso y el grupo hace su primera presentación en vivo. En 2000 sacan su primer álbum de estudio titulado Stress, Depressão & Síndrome do Pânico, producido por Carlo Bartolini y publicado por el sello discográfico Monstro Discos, con la distribución de la multinacional Universal Músic. CD que se incluye canciones famosas de la banda como "Fale Mal de Mim" y "Carinha Triste" transmitido por emisoras de radio en Brasil y el conjunto MTV, dando un recorrido desde Río Grande del Sur hasta Amapá en más de 80 conciertos incluyendo una actuación en el festival Rock In Rio III.
Su segundo álbum titulado 'Vida Real fue lanzado a finales de 2001. Después de otra gira en Brasil tocando en once estados federales de Brasil, frente a su primera gira internacional en Japón, junto con la banda local Guitar Wolf, a través de cinco ciudades japonesas. También lanzaron un álbum recopilatorio para el mercado japonés titulado Full Speed Ahead
El año 2003 marcó el lanzamiento de su tercer CD,Nada Pode Parar Os Autoramas, por una discográfica independiente Discos Monstro. Este álbum ganó en el concurso británico London Burningen en las categorías "Mejor Banda" y "Mejor Álbum" de 2003, y obtuvo invitaciones a importantes festivales en Brasil.
En 2004 realizaron una gira internacional en Argentina y Uruguay presentándose en tres ciudades, Montevideo Buenos Aires y Rosario, seguida de la tercera gira internacional con cuatro conciertos en Chile y Argentina, ahora con la participación de nuevo bajista Selma Vieira. Con la gira llega a la marca de 96 actuaciones ese año, que incluye espectáculos en 21 estados. También puso fin a la Videoclip de la canción "Você Sabe", aunque el CD Nada Pode Parar os Autoramas hace fuerte rotación en MTV y ganó tres premios en el BMV de 2005.
En mayo del 2007, después de visitar Europa, la banda lanzó su cuarto CD,Teletransporte, por Mondo 77. Selma Vieira deja el grupo en 2008, sustituida por Flávia Couri.
A finales de 2009 presentan su CD y DVD MTV Apresenta Autoramas Desplugado. Con esto, la banda se convierte en la única que produce un unplugged en acústico de la serie de unplugged MTV Apresnta
En junio de 2011, la archa de un sistema de financiamiento colectivo para recaudar fondos y terminar la grabación de su nuevo álbum de estudio, Música Crocante en alrededor de esto fue un éxito y el otro trabajo fue lanzado en octubre del mismo año.

## Integrantes

### Formación actual
- Gabriel Thomaz - vocal, guitarra
- Érika Martins - vocal de apoyo, guitarra
- Jairo Fajersztajn - bajo
- Fábio Lima - batería

### Exintegrantes
- Nervoso - batería (1997 - 1998)
- Simone - vocal de apoyo, bajo (1997 - 2004)
- Selma Vieira - ocal de apoyo, bajo (2004 - 2008)
- Bacalhau  - batería (1998 - 2015)
- Flávia Couri - vocal de apoyo, bajo (2008 - 2015)
- Melvin - bajo (2015 - 2016)
- Fred Castro - batería (2015 - 2016)

## Discografía

### Álbumes de estudio
- 2000: "Stress, Depressão & Síndrome do Pânico"
- 2001: "Vida Real"
- 2003: "Nada Pode Parar Os Autoramas"
- 2007: "Teletransporte"
- 2011: "Música Crocante"
- 2016: "O Futuro dos Autoramas"
- 2018: "Libido"

### Recopilaciones
- 2001: "Full Speed Ahead" - Japón
- 2005: "RRRRRRRROCK"
- 2007: "Mucho Gusto" - Argentina
- 2009: "MTV Apresenta Autoramas Desplugado"
- 2013: "Autoramas Internacional"

### Sencillos
- "Fale Mal de Mim"
- "Mundo Moderno"
- "Carinha Triste"
- "Abstrai"